# Frida Maanum
Frida Leonhardsen Maanum (1999. július 16. –) norvég női labdarúgó. Az angol Women's Super League-ben érdekelt Arsenal középpályása.

## Pályafutása

### Klubcsapatokban
Az oslói Lyn Fotball együttesénél kezdett focizni és 15 évesen a Sandviken ellen bemutatkozhatott az élvonalban. Három szezonon keresztül volt a Lyn alkalmazásában és 45 meccsen 8-szor talált az ellenfelek hálójába. 
A Stabækhez igazolásával igazán nagy fordulatot vett karrierje és előbb a norvég kupát gyűjtotte be, majd a Linköpinggel svéd bajnoki címet szerzett a 2017-es évben.

### A válogatottban
A norvég válogatott tagjaként részt vett a 2017-es Európa-bajnokságon, valamint a 2019-es világbajnokságon.

## Statisztikái
2019. november 9-el bezárólag
| Klub             | Szezon           | Osztály          | Bajnokság | Bajnokság | Kupa  | Kupa | Nemzetközi | Nemzetközi | Össz. | Össz. |
| Klub             | Szezon           | Osztály          | Mérk.     | Gól       | Mérk. | Gól  | Mérk.      | Gól        | Mérk. | Gól   |
| ---------------- | ---------------- | ---------------- | --------- | --------- | ----- | ---- | ---------- | ---------- | ----- | ----- |
| Lyn Fotball      | 2014             | 1. divisjon      | 7         | 0         | 0     | 0    | -          | -          | 7     | 0     |
| Lyn Fotball      | 2015             | 1. divisjon      | 20        | 4         | 1     | 0    | -          | -          | 21    | 4     |
| Lyn Fotball      | 2016             | 1. divisjon      | 18        | 4         | 0     | 0    | -          | -          | 18    | 4     |
| Lyn Fotball      | Összesen         | Összesen         | 45        | 8         | 1     | 0    | -          | -          | 46    | 8     |
| Stabæk           | 2017             | Toppserien       | 11        | 2         | 2     | 1    | -          | -          | 13    | 3     |
| Stabæk           | Összesen         | Összesen         | 11        | 2         | 2     | 1    | -          | -          | 13    | 3     |
| Linköping        | 2017             | Damallsvenskan   | 6         | 1         | 1     | 0    | -          | -          | 7     | 1     |
| Linköping        | 2018             | Damallsvenskan   | 22        | 5         | 6     | 2    | 6          | 0          | 34    | 7     |
| Linköping        | 2019             | Damallsvenskan   | 22        | 6         | 2     | 0    | 3          | 2          | 27    | 8     |
| Linköping        | Összesen         | Összesen         | 50        | 12        | 9     | 2    | 9          | 2          | 68    | 16    |
| Karrier összesen | Karrier összesen | Karrier összesen | 106       | 22        | 12    | 3    | 9          | 2          | 127   | 27    |

## Sikerei

### Klubcsapatokban
Norvég bajnoki bronzérmes (1):
- Stabæk (1): 2017

 Svéd bajnok (1):
- Linköping (1): 2017

### A válogatottban
Norvégia
- Algarve-kupa győztes: 2019
- Algarve-kupa bronzérmes: 2020